# Killafornia
Killafornia – pierwszy album studyjny hardcore’owego zespołu First Blood, wydany 2 maja 2006 nakładem Trustkill Records. 
W lirykach piosenek Carl Schwartz zawarł ważne dla siebie tematy jak wzloty i upadki, frustracje i niezadowolenie z pewnych rzeczy na świecie.

## Utwory
1. „Next Time I See You, You're Dead” – 1:03
2. „First Blood” – 3:29
3. „Conspiracy” – 4:13
4. „Suffocate” – 3:31
5. „Execution” – 4:43
6. „Victim” – 2:57
7. „Conflict” – 4:04
8. „Tides” – 3:05
9. „Regimen” – 2:36
10. „Unbroken” – 3:50
11. „Armageddon” – 1:13

Dodatkowo
- „Chain Reaction” (wideo) – 8:17
- „No Cure” (cover Sick of It All) – 2:22

## Twórcy
Skład grupy
- Carl Schwartz – śpiew, gitara elektryczna, gitara basowa, teksty
- Brandon Thomas – perkusja, śpiew dodatkowy
- Manuel Peralez – gitara basowa, śpiew dodatkowy
- Kyle Dixon – gitara elektryczna

Inni zaangażowani
- Zack Ohren – nagrywanie, miksowanie
- Aaron Hellam – nagrywanie
- Xdoanex – autor wideo